# Clavija minor
Clavija minor är en viveväxtart som beskrevs av B. Ståhl. Clavija minor ingår i släktet Clavija och familjen viveväxter. Inga underarter finns listade i Catalogue of Life.